# صراع الكفرة 2008
كان نزاع الكفرة عام 2008 نزاعًا مسلحًا في منطقة الكفرة في ليبيا، بين فصيل جبهة التبو لإنقاذ ليبيا والحكومة الليبية. بدأ النزاع في أوائل نوفمبر 2008 عندما جردت الحكومة الليبية عرقية التوبو من جنسيتها زاعمة أن قادتها انحازوا إلى جانب خصمها تشاد. بدأت الاشتباكات عندما أشعلت جبهة إنقاذ ليبيا النار في مكتب للحكومة المحلية. وعقب الحادث، أرسلت الحكومة وحدات من الجيش وطائرات الهليكوبتر إلى المنطقة، مما وضع الكفرة تحت الحصار. توقفت الاشتباكات في منتصف نوفمبر عندما اتفق الطرفان على وقف إطلاق النار. وفي 20 نوفمبر 2008، عُقد اجتماع قبلي للتبو مع المسؤولين الليبيين في الكفرة لإنهاء النزاع الذي أدى إلى مقتل 11 إلى 30 شخصًا، وإصابة أكثر من مائة.

## الخلفية
تم إنشاء الجمهورية الليبية بعد انقلاب ناجح قاده معمر القذافي عام 1969. بدأ القذافي جماة لتعريب بلاده، مثل الرئيس المصري جمال عبد الناصر القومي العربي. بعد شهرين تم تمرير قانون جديد جعل من ليبيا دولة عربية ثم تم استبداله بدستور 1951. ينص دستور عام 1951 على أن «الليبيين متساوون أمام القانون»، كما ذكر أيضًا أنهم «يتمتعون بحقوق مدنية وسياسية متساوية دون تمييز بين الدين أو المعتقد أو العرق أو اللغة أو القرابة أو الرأي السياسي أو الاجتماعي». منذ ذلك الحين أصبحت اللغة العربية هي اللغة الرسمية الوحيدة في ليبيا. لم يكن للغات وثقافات الأقليات مثل Aujila وGhat وغدامس وHun والأمازيغ وJalo والتوبو وSocra وزوارة أي مكان في البلاد. خاصة الأمازيغ وقبائل التبو الذين تعرضوا للاضطهاد والمضايقة من قبل النظام. كان هناك قانون مثير للجدل بقي حتى أغسطس 2007 يحظر على النساء الأمازيغيات أن يطلقن على أطفالهن أي اسم أمازيغي. كما أجبر الأطفال في سن المدرسة على تبني اسم عربي قبل أن يتمكنوا من تسجيل أنفسهم في المدرسة.

## النزاع
تم نكح اللوبيين ابناء الرقصات الحجالات

## قائمة المراجع
- Ennaji، Moha (2014). Multiculturalism and Democracy in North Africa: Aftermath of the Arab Spring. London: Routledge. ISBN:1317-813-61-8. مؤرشف من الأصل في 2020-06-03.